# ニャンザン
『ニャンザン』（ベトナム語：Nhân Dân / 人民）は、ベトナム共産党中央委員会の機関紙・日刊新聞。
「党と国家、ベトナム人民の声」の機関紙とされる。創刊は1951年3月11日。日々の発行部数は18万部である。週末に発行される Nhân Dân cuối tuần（漢字：人民𡳳旬）は、11万部発行され、月刊誌は13万部発行されている。ベトナム共産党の重要な指針は、ニャンザンで行われた。チュオン・チンとト・フーは、機関紙の議長であった。1998年6月21日から電子版が発行されている。2007年、1面と終面をカラー化した。